# Philadelphia Charge
Philadelphia Charge war eine US-amerikanische Frauenfußballmannschaft aus Villanova, Pennsylvania, die in der Women’s United Soccer Association spielte. Das Team trug seine Heimspiele im Villanova Stadium auf dem Campus der Villanova University im Großraum Philadelphia aus.

## Geschichte
Das Franchise wurde im April 2000 gegründet und nahm im darauffolgenden Jahr den Spielbetrieb in der neu geschaffenen Women’s United Soccer Association (WUSA) auf. In der ersten Saison belegte die Mannschaft in der regulären Saison den vierten Platz, der zur Teilnahme an den Play-offs berechtigte. Dort scheiterte man jedoch im Halbfinale an Atlanta Beat.
In der Saison 2002 erreichte Philadelphia mit dem zweiten Platz nach der regulären Saison erneut die Play-offs, verlor dort jedoch wiederum im Halbfinale gegen Washington Freedom. Das Jahr 2003 verlief deutlich weniger erfolgreich: das Team belegte am Ende der Saison den achten und letzten Platz und verpasste damit den Einzug in die Play-offs.
Nachdem die Liga aufgrund finanzieller Probleme ihren Spielbetrieb einstellte, wurde das Team im September 2003 aufgelöst.

## Saisonstatistiken
| Jahr | Liga | Regular Season | Play-offs          | Zuschauerschnitt |
| ---- | ---- | -------------- | ------------------ | ---------------- |
| 2001 | WUSA | 4. Platz       | Halbfinale         | 7.154            |
| 2002 | WUSA | 2. Platz       | Halbfinale         | 6.971            |
| 2003 | WUSA | 8. Platz       | nicht qualifiziert | 7.245            |

## Bekannte Spielerinnen
- Doris Fitschen
- Heather Mitts
- Marinette Pichon
- Kelly Smith
- Hope Solo